# Yacine Bammou
Yacine Bammou (Paris, 9 de novembro de 1991) é um futebolista profissional franco-marroquino que atua como atacante.

## Carreira
Yacine Bammou começou a carreira no Évry FC.